# Cherif Mohamed Aly Aidara
Cherif Mohamed Aly Aidara é um líder religioso xiita senegalês-mauritano, conhecido pelo seu trabalho de desenvolvimento internacional na África Ocidental. É reconhecido como umas das mais importantes figuras religiosas xiitas no Senegal e África Ocidental.

## Biografia
De origem mauritana e fula, Cherif Mohamed Aly Aidara nasceu em 1959 em Darou Hidjiratou, aldeia da Comuna de Bonconto, região de Kolda, no sul do Senegal, fundada pelo seu pai. O seu pai é Cherif Al-Hassane Aidara, um mauritano do ramo “Ahl cherif Lak-hal” da tribo Laghlal da Mauritânia, que afirma ser descente de Cherif Moulaye Idriss da dinastia idríssida, já a sua mãe é Maimouna Diao, mulher senegalesa de origem peul (fulâni) do clã Diao. Enquanto xarife senegalês, Aidara reivindica descendência direta do Profeta Maomé.
Após concluir a educação islâmica tradicional no Senegal, em grande parte ensinada pelo seu pai, Aidara deu seguimento à sua educação na Aliança Francesa em Paris, França. É fluente em árabe, inglês, francês, fula e uolofe.
O seu irmão Cherif Habib Aidara é o presidente da Comuna de Bonconto.

## Carreira
Em 2000, o Cherif Mohamed Aly Aidara fundou a ONG Instituto Mozdahir Internacional, no Senegal. Aidara focou os seus esforço na educação e desenvolvimento, como a gestão de projetos de desenvolvimento social, a promoção da utilização das micro-finanças islâmicas e o aumento da sensibilização para o islão xiita no Senegal.
No início da carreira, Aidara focou principalmente os seus projetos de desenvolvimento e educação na região de Casamança (Fouladou), no sul do Senegal. Desde então, expandiu-se além do Senegal, para outras partes da África Ocidental, incluindo Mali, Guiné Bissau, Burkina Faso, Costa do Marfim e outros países africanos. Viaja internacionalmente com frequência e colabora com as principais ONG internacionais, como o Programa Mundial de Alimentação.
Contruiu e expandiu a comunidade Mozdahir em cidades senegalesas como Dakar, Dahra Djoloff, Kolda, Ziguinchor, Saloum e Vélingara. Também fundou a aldeia comunitária Mozdahir de Nadjaf Al Achraf e ajudou a desenvolver as aldeias Teyel e Foulamori, construindo escolas e mesquitas em cada uma dessas aldeias.
Aidara dirige também as estações de rádio “Radio Mozdahir FM” em Dakar, e “Radio Zahra FM” em Kolda (consultar também a lista de estações de rádio no Senegal).

## Livros
Livros em francês :
- Les Vérités de La Succession du Prophète
- Sayyidda Zaynab (pslf) l’héroïne de Karbala
- La prière du Prophète Mouhammad (pslf) selon les membres de sa famille
- Ghadir Khoum : Qui relate l’évènement de Ghadir et le fameux discours du prophète (pslf) ce jour-là.
- Achoura jour de deuil ou jour de fête ?
- Principes de la finance islamique